# Umani, vento e piante
| Recensione       | Giudizio |
| ---------------- | -------- |
| Impatto Sonoro   | Positivo |
| Rockit           | Positivo |
| Rockol           | 8/10     |
| Sentireascoltare | 7.3/10   |

Umani, vento e piante è il secondo album in studio del gruppo musicale italiano Campos, pubblicato il 9 novembre 2018 per l'etichetta Woodworm.
L'uscita del disco è stata anticipata dal singolo Qualcosa cambierà, pubblicato il 18 ottobre 2018.

## Descrizione
L'album contiene undici tracce, per la prima volta in lingua italiana, ed è stato registrato nel 2018 presso il Woodworm Studio di Arezzo, in collaborazione con Andrea Marmorini alla produzione. Il missaggio è stato effettuato nel mese di giugno al Garage Studio dagli stessi Campos insieme a Marco Romanelli, Arturo Magnanesi e Andrea Marmorini, mentre la masterizzazione è stata completata a Roma da Daniele Sinigallia.
La copertina dell'album è stata realizzata da Davide Barbafiera, in collaborazione con Iacopo Gradassi.

## Tracce
Testi e musiche di Davide Barbafiera, Simone Bettin, Tommaso Tanzini.
1. Passaggio – 2:42
2. Qualcosa cambierà – 2:50
3. Take Me Home – 2:55
4. Schiena di bue – 4:28
5. Madre moderna – 2:55
6. Walter – 1:59
7. Colibrì – 3:02
8. Bughialenta – 2:13
9. La notte il giorno – 3:25
10. Senza di te – 1:53
11. S. – 4:20

Durata totale: 32:42